# Банк Алжиру
Банк Алжиру (араб. بنك الجزائر, фр. Banque d'Algerie) — центральний банк Алжиру.

## Історія
13 грудня 1962 року рішенням Конституційної асамблеї створений Центральний банк Алжиру. 14 квітня 1990 року банк перейменований в Банк Алжиру.